# Мир Птаввов
«Мир Птаввов» (англ. World of Ptavvs) — роман, входящий в серию книг «Известный космос» американского писателя-фантаста Ларри Нивена.
Идейным продолжением новеллы является книга «Дар с Земли».

## Сюжет
Книга повествует об тринте (тринты — одна из рас в романе — антропоморфные существа, владеющие Силой и подчиняющие ею остальные расы) по имени Кзанол, который из-за неполадок на своём космическом корабле был вынужден направить курс на ближайшую фермерскую планету-колонию (то есть на Землю), до которой лететь целых 70 лет. Поскольку он не смог бы прожить на корабле 70 лет в пути, Кзанол надел специальный скафандр, который погрузил его поле стазиса («замедляющее поле», род анабиоза с абсолютной неприкосновенностью). Но к тому времени как он достиг Земли, колонии уже не было и никто не смог его спасти. Его нашли люди в океане примерно через три миллиарда лет в скафандре, но приняли находящегося в поле стазиса тринта за статую инопланетного происхождения (этому способствовала неуязвимость статуи и её абсолютно зеркальная поверхность). Эта «статуя» так и хранилась бы в музее еще долгое время, если бы не ученый, работавший над теорией подобного поля, который предположил, что это пришелец в скафандре и предложил знакомому телепату попробовать прочитать мысли «статуи». Во время телепатического сеанса у Ларри Гринберга (телепата) произошла «смена личности», потому что у него появился второй комплект памяти, памяти Кзанола, и его мозг признал память Кзанола за свою собственную. Телепат начинает принимать себя за тринта, который «переселился» в человека. Но эксперимент попутно ещё и разбудил «статую». Они (пришелец и телепат) параллельно угоняют с Земли два межпланетных корабля, и отправляются сначала на Нептун, а потом на Плутон, за оружием, на поиски Шлема-усилителя (устройства, которое позволит тринту подчинить себе всю Землю), потерянного при крушении корабля Кзанола. За ними устремляются в погоню корабли с Земли и с конкурирующего астероидного кольца.
Небесные тела, фигурирующие в книге:
- Нептун
- Тритон
- Плутон
- Земля
- Пояс астероидов
- Церера